# Pyrenothrix mexicana
Pyrenothrix mexicana är en lavart som beskrevs av Herrera-Camp., Huhndorf & Lücking. Pyrenothrix mexicana ingår i släktet Pyrenothrix och familjen Pyrenothrichaceae.   Inga underarter finns listade i Catalogue of Life.